# فولرتون (إنديانا)
فولرتون (بالإنجليزية: Fowlerton, Indiana)‏ هي بلدة أمريكية تقع في الولايات المتحدة في مقاطعة غرانت (إنديانا). يقدر عدد سكانها بـ 261 نسمة ومساحتها 0.52 كم2 وترتفع عن سطح البحر 268 متر.

## التركيبة السكانية
قام مكتب تعداد الولايات المتحدة بتحديد بيانات التركيبة السكانية لفولرتون في تعداد الولايات المتحدة. في ما يلي، التركيبة السكانية حسب تعدادي 2000 و2010.

### تعداد عام 2000
بلغ عدد سكان فولرتون 298 نسمة بحسب تعداد عام 2000، وبلغ عدد الأسر 113 أسرة وعدد العائلات 82 عائلة مقيمة في البلدة. في حين سجلت الكثافة السكانية 1,584.0 نسمة لكل ميل مربع (611.6/كم2). وبلغ عدد الوحدات السكنية 120 وحدة بمتوسط كثافة قدره 637.9 نسمة لكل ميل مربع (246.3/كم2).
وتوزع التركيب العرقي للبلدة بنسبة 99.66% من البيض و 0.34% من الأمريكيين الأفارقة.
بلغ عدد الأسر 113 أسرة كانت نسبة 31.0% منها لديها أطفال تحت سن الثامنة عشر تعيش معهم، وبلغت نسبة الأزواج القاطنين مع بعضهم البعض 58.4% من أصل المجموع الكلي للأسر، ونسبة 9.7% من الأسر كان لديها معيلات من الإناث دون وجود شريك، وكانت نسبة 27.4% من غير العائلات. وبلغ متوسط حجم الأسرة المعيشية 3.07، أما متوسط حجم العائلات فبلغ 2.64.
بلغ العمر الوسطي للسكان 37 عاماً. وكانت نسبة 25.5% من القاطنين تحت سن الثامنة عشر، وكانت نسبة 7.4% بين الثامنة عشر والأربعة وعشرون عاماً، ونسبة 29.5% كانت واقعةً في الفئة العمرية ما بين الخامسة والعشرون حتى والأربعة وأربعون عاماً، ونسبة 25.8% كانت ما بين الخامسة والأربعون حتى الرابعة والستون، ونسبة 11.7% كانت ضمن فئة الخامسة والستون عاماً فما فوق. يوجد لكل 100 أنثى 93.5 ذكر، ويوجد لكل 100 أنثى في الثامنة عشر من عمرها فما فوق 100.0 ذكر.
بلغ متوسط دخل الأسرة في البلدة 28,750 دولار، أما متوسط دخل العائلة فبلغ 31,250 دولار. وكان متوسط دخل الذكور 27,750 دولار مقابل 17,500 دولار للإناث. وسجل دخل الفرد الخاص بالبلدة 12,615 دولار. وكانت نسبة 12.5% من العائلات ونسبة 18.6% من السكان تحت خط الفقر، وكان من هؤلاء نسبة 34.2% تحت سن الثامنة عشر ونسبة 12.5% في الخامسة والستين من العمر وما فوق.

### تعداد عام 2010
بلغ عدد سكان فولرتون 261 نسمة بحسب تعداد عام 2010، وبلغ عدد الأسر 100 أسرة وعدد العائلات 80 عائلة مقيمة في البلدة. في حين سجلت الكثافة السكانية 1,305.0 نسمة لكل ميل مربع (503.9/كم2). وبلغ عدد الوحدات السكنية 113 وحدة بمتوسط كثافة قدره 565.0 لكل ميل مربع (218.1/كم2).
وتوزع التركيب العرقي للبلدة بنسبة 98.9% من البيض و 1.1% من عرقين مختلطين أو أكثر.
بلغ عدد الأسر 100 أسرة كانت نسبة 35.0% منها لديها أطفال تحت سن الثامنة عشر تعيش معهم، وبلغت نسبة الأزواج القاطنين مع بعضهم البعض 59.0% من أصل المجموع الكلي للأسر، ونسبة 14.0% من الأسر كان لديها معيلات من الإناث دون وجود شريك، بينما كانت نسبة 7.0% من الأسر لديها معيلون من الذكور دون وجود شريكة وكانت نسبة 20.0% من غير العائلات. وبلغ متوسط حجم الأسرة المعيشية 2.94، أما متوسط حجم العائلات فبلغ 2.61.
بلغ العمر الوسطي للسكان 43.9 عاماً. وكانت نسبة 25.7% من القاطنين تحت سن الثامنة عشر، وكانت نسبة 5.7% بين الثامنة عشر والأربعة وعشرون عاماً، ونسبة 20.4% كانت واقعةً في الفئة العمرية ما بين الخامسة والعشرون حتى والأربعة وأربعون عاماً، ونسبة 30.5% كانت ما بين الخامسة والأربعون حتى الرابعة والستون، ونسبة 17.6% كانت ضمن فئة الخامسة والستون عاماً فما فوق. وتوزع التركيب الجنسي للسكان بنسبة 51.0% ذكور و49.0% إناث.